# Manuel Arroyo-Stephens
Manuel Arroyo-Stephens (Bilbao, 11 de mayo de 1945-El Escorial, 16 de agosto de 2020) fue un escritor y editor español, fundador de la editorial Turner.

## Biografía
Aunque estudió Derecho y Economía, pronto centró su atención en su verdadera pasión: los libros. En 1970 fundó la editorial Turner –utilizó el segundo apellido de su madre como una manera de homenajearla–, que con el tiempo pasaría a denominarse Turner English Bookshop. Fue la primera librería especializada en libros en idiomas distinto del castellano. Por aquel entonces, fue una aventura editorial arriesgada.
Entre sus primeros éxitos literarios como editor se cuentan la trilogía de La forja de un rebelde, de Arturo Barea, o La música callada del toreo de José Bergamín.
Era aficionado a los toros, especialmente del diestro Rafael de Paula de quien llegó a ser apoderado, y a la poesía. Fue el redescubridor de Chavela Vargas.
Se trasladó a México, donde trabajó con Gonzalo Celorio y Hernán Lara del Fondo de Cultura Económica. Juntos crearon la colección Noema, que fue el buque insignia de la editorial. Publicaron ensayos sobre ciencia, historia, arte o música.
Posteriormente, se alejó de la editorial Turner, y se trasladó a Berlín.
Falleció a los 75 años, como consecuencia de un cáncer en su casa de El Escorial, acompañado por sus dos hijas: Trilce y Elisa.

## Publicaciones
Entre sus principales publicaciones se encuentran:
- Por tierra, 1992, novela
- Imagen de la muerte y otros textos, 2002, libros de relatos y colecciones de ensayos
- Pisando ceniza, 2015, sus memorias
- Arroyo-Stephens, Manuel (2016). Contra los franceses : o de la nefasta influencia que la cultura francesa ha ejercido en los países que le son vecinos, y especialmente en España. Libelo (Rústica). Barcelona: Elba. ISBN 978-84-943666-7-3. Consultado el 1 de junio de 2024..
- Arroyo-Stephens, Manuel (2021). Mexicana (Rústica cosida / eBook). Barcelona: Acantilado. ISBN 978-84-18370-20-5. Consultado el 1 de junio de 2024..
- Arroyo-Stephens, Manuel (2024). De donde viene el viento. Textos inéditos reunidos (Rústica cosida). Barcelona: Acantilado. ISBN 978-84-19036-96-4. Consultado el 1 de junio de 2024..